# Ivan Calin
Ivan Petrovici Calin (en russe : Иван Петрович Калин), né le 10 mars 1935 à Plopi (raion de Rîbniţa, RSS de Moldavie, aujourd'hui en Transnistrie) et mort le 2 janvier 2012 à Chișinău, est un homme politique soviétique moldave.

## Biographie
Président du Présidium du Soviet suprême de la RSS de Moldavie de 1980 à 1985, il devient ensuite premier ministre de la RSS de Moldavie jusqu'en janvier 1990. 
En 1998, il est élu au parlement de Moldavie et réélu en 2005 et 2009. Au mois de mai 2009, il sert comme président intérimaire du parlement de Moldavie, en sa qualité de doyen des députés.
En 2005, il est décoré de l'Ordre de la république.